# Вулканические луга Серенгети
Вулканические луга Серенгети — экологический регион, полностью расположенный в Танзании недалеко от экватора. Статус сохранности экорегиона оценивается как уязвимый, его специальный код — AT0714.
Топографически экорегион состоит из плоских или слегка холмистых травянистых равнин, прерванных отдельными каменистыми участками, которые являются частью докембрийских пород фундамента, выступающих через слои пепла. В экорегионе находится ряд потухших ударов, к примеру, кальдера Нгоронгоро.

## Климат
Средние максимальные температуры составляют от 24 °C до 27 °C, средние минимальные составляют от 15 °C до 21 °C. Среднее годовое количество осадков колеблется от 1050 мм на северо-западе экорегиона до 550 мм на юго-востоке. Осадки являются сильно сезонными, выпадают с марта по май и с ноября по декабрь. Осадки являются основным фактором роста растительности и, следовательно, кормления копытных.

## Флора и фауна
Доминирующие виды растений: различные виды споробола, родсова трава, свинорой пальчатый, Andropogon greenwayi, Eragrostis tenuifolia, Panicum coloratum и Pennisetum mezianum. В периоды сильной засухи луга практически лишаются своей растительности.
Эндемизм фауны в экорегионе низкий. Здесь нет строго или почти эндемичных млекопитающих или земноводных. Существует только одна эндемичная рептилия — Lygodactylus grzimeki. В экорегионе могут встречаться 5 видов птиц: краснохвостый ткач, неразлучник Фишера, серобрюхий турач, Prionops poliolophus и Trachyphonus usambiro, однако они больше связаны с прилегающим экорегионом южных чащ и кустарниковых зарослей акации и коммифоры.
Хищные птицы также многочисленны: в национальном парке Серенгети насчитывается 34 вида хищных птиц и шесть видов стервятников. Также в экорегионе обитает большое количество других хищников: ящерицы, змеи, пауки и скорпионы.
Несколько видов животных, встречающихся в регионе, имеют международное значение из-за их обилия, в том числе обыкновенный водяной козёл, конгони, импала, зебра и буйвол. Европейская популяция белого аиста имеет здесь основное место зимовки. Нильский крокодил, преследуемый за пределами охраняемых территорий, хорошо защищён в национальном парке Серенгети. Таким образом, в экорегионе много травоядных, а потому выпас представляет собой явное нарушение.
Чёрный носорог раньше встречался в экорегионе, но был истреблён из-за браконьерства на его рог. Небольшая популяция выживает в кратере Нгоронгоро. Гиеновидная собака, внесённая в список угрожаемых видов, исчезла из национального парка Серенгети в 1991 году. Хотя в результате эпидемии бешенства погибли три стаи, полная причина исчезновения из парка является спорным вопросом. Несмортя на исчезновение собак из экорегиона, среди млекопитающих в этом районе всё ещё обитает большое количество хищников: гепарды, львы, леопарды, пятнистые и полосатые гиены, полосатые, обыкновенные и чепрачные шакалы, медоеды, каракалы, сервалы, лесные кошки, большеухие лисицы, афринкаские циветы и ряд видов мангустов.
Вулканические луга Серенгети жизненно важны для циклического движения миллионов крупных млекопитающих. Ежегодно между этим экорегионом и экорегионом южных чащ и кустарниковых зарослей акации и коммифоры мигрируют примерно 1,3 млн голубых гну, 200 000 бурчелловых зебр и 400 000 газелей Томсона. В эти перемещения также вовлечено большое количество связанных с ними хищников из числа млекопитающих. Миграции продолжаются, даже несмотря на разрушительную вспышку чумы крупного рогатого скота в 19 веке и охоту европейских поселенцев в 20 веке.

## Состояние экорегиона
Большая часть экорегиона находится в заповедниках и национальных парках, он относительно хорошо защищён. Несмотря на это, существуют свидетельства того, что охота на животных ради мяса продолжается. По оценкам, в национальном парке Серенгети ежегодно погибает 200 000 животных из-за браконьерских операций. Среда обитания на охраняемых территориях практически не утрачена, за исключением только тех мест, используемых в качестве туристических отелей.
Основные угрозы — охота, браконьерство, выпас (так как травоядных в экорегионе и так очень много) и устраиваемые людьми пожары.